# Anne Banaschewski
Anne Magdalena Banaschewski (* 16. Mai 1901 in Welschbillig/Eifel; † 4. Mai 1981 in Hamburg) war eine deutsche Reformpädagogin, Kunsthistorikerin und langjährige Direktorin des ‚Instituts für Lehrerfortbildung‘ in Hamburg.

## Leben
Nach der Volksschule besuchte die Arzttochter bis zum Abitur die Lessing-Schule in Mannheim, ein Reform-Realgymnasium für Jungen. Sie studierte in Heidelberg und Würzburg Kunstgeschichte, Literatur und mittelalterliche Geschichte bis zur Promotion 1923 über den Maler Christian Georg Schütz der Ältere. Dann arbeitete sie bei einem Verlag und als Redakteurin bei einer Literaturzeitschrift in München. 1926 wurde sie Mutter eines Sohnes und orientierte sich um auf Pädagogik; ein Stipendium des Bürgermeisters ermöglichte ihr 1929, an der Universität Hamburg wieder zu studieren (bei Wilhelm Flitner und William Stern). Mit dem 1. Staatsexamen trat sie in den Hamburger Volksschuldienst ein, alleinerziehend und als Hilfslehrerin. Im NS-Staat wurde sie von einer reformpädagogisch ausgerichteten Schule wegversetzt.
1945 begründete Banaschewski als Vorstandsmitglied die in der Nazizeit aufgelöste „Gesellschaft der Freunde des vaterländischen Schul- und Erziehungswesens“ mit, aus der später die Hamburger Gewerkschaft Erziehung und Wissenschaft (GEW) hervorgegangen ist. Max Traeger, der in der Zeit des Nationalsozialismus eine kleine Gruppe des ehemaligen Vorstandes der Gesellschaft zusammenhielt, sammelte unbelastete Lehrkräfte. Die Schulbehörde berief sie zur Schulleiterin der Volksschule Hamburg-Wellingsbüttel. Seit 1946 stand sie in Kontakt mit Peter Petersen, und an ihrer Schule wurde nach dem Jena-Plan unterrichtet. 1951 erhielt die Schule die Genehmigung, von der Einschulung bis zum Abitur so zu arbeiten. Drei Jahre später wurde sie Peter-Petersen-Schule (seit 2010 Irena-Sendler-Schule) genannt. Nach dessen Tod schrieb Banaschewski: „Alles das, was wir heute als Forderung an die neue Schule in uns tragen: Gruppenarbeit, Wochenplan statt Stundenplan, Bericht statt Zeugnis, Gesprächskreis statt Lehrerfrage, individuelle Arbeitsmittel statt Klassenunterricht, hat er in dieser seiner Schule verwirklicht.“
1952 ernannte Schulsenator Heinrich Landahl (SPD) sie zur Direktorin des Instituts für Lehrerfortbildung in Hamburg. Nach wenigen Jahren nannte man dieses Institut in Lehrerkreisen ‚Bannarium’. 1966 wurde sie pensioniert. Sie wollte die Fortbildung zur „écucation permanente“ der Lehrer machen, wofür sie ihren Mitarbeitern viel abverlangte (ironisch daher: „conférence permanente“).

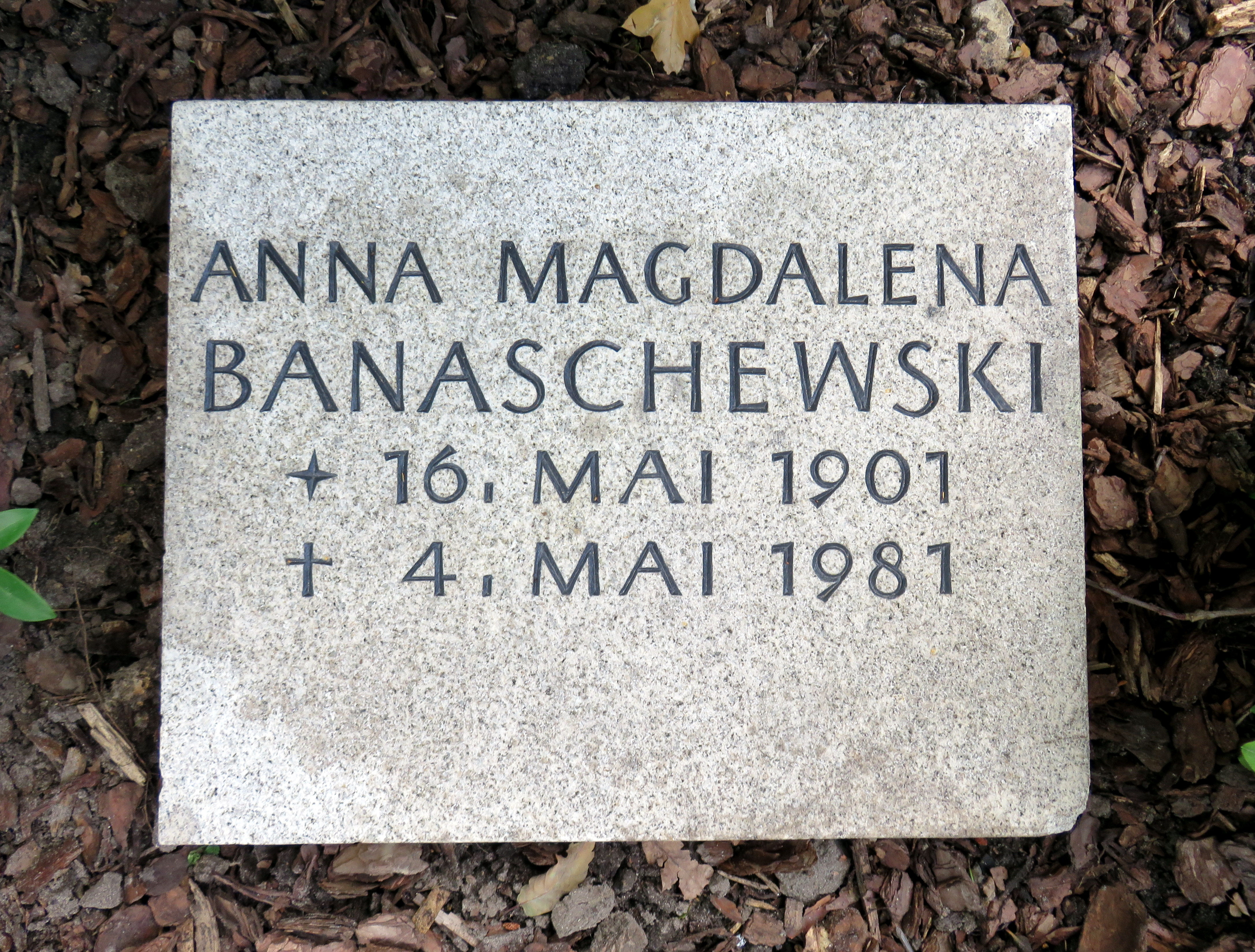
Historischer Grabstein für
„Anna Magdalena Banaschewski“,
im Garten der Frauen auf dem Friedhof Ohlsdorf

Um einen „Allgemeinen Deutschen Lehrerverband der britischen Zone“ zu gründen, fand am 29. September 1946 in der Altstädter Schule in Celle eine erste Tagung statt, aus Hamburg waren Max Traeger, Albert Herzer und Hermann Lange beteiligt, vom Gesamtverband Braunschweiger Lehrer Heinrich Rodenstein, Lothar Dringerling, Richard Oberbeck und Karl Thurn sowie Fritz Thiele aus Celle. Die ehemalige Vorsitzende des ‚Allgemeinen Deutschen Lehrerinnenverbandes’, Emmy Beckmann aus Hamburg, vereinbarte mit Traeger, dass es keine Lehrerinnenorganisation mehr geben sollte, wenn den Frauen eine Mindestzahl im Vorstand garantiert würde. So verständigten sich die Gründungsdelegierten am 9. und 10. Januar 1947 in Detmold auf die Namensgebung „Allgemeiner Deutscher Lehrer- und Lehrerinnenverband der britischen Zone“. Auf der ersten Vertreterversammlung des ADLLV, 1947 in Hamburg, wurde Anne Banaschewski zur Schriftleiterin der neu gegründeten Allgemeinen Deutschen Lehrerzeitung (ADLZ) gewählt. Bis 1950 übte sie dieses Ehrenamt aus. Weiter arbeitete sie im Hauptvorstand der GEW, von 1957 bis 1963 aIs Vorsitzende. 1958 berief die GEW sie in eine Kommission unter Leitung des Philosophen Eugen Fink, um einen ‚Plan zur Neugestaltung des deutschen Schulwesens’ vorzulegen („Bremer Plan“ 1960), der die bildungspolitische Programmatik der GEW und SPD über ein Jahrzehnt prägte.
Im Bereich des „Gartens der Frauen“ auf dem Hamburger Friedhof Ohlsdorf befindet sich seit August 2019 der Grabstein für Anne Banaschewski.